# 4. front čínské Rudé armády
4. front čínské Rudé armády (中国工农红军第四方面军) byla vojenská jednotka čínské Rudé armády, ozbrojených sil Komunistické strany Číny, bojující v občanské válce v Číně.

## Historie
Od roku 1927 na pomezí provincií An-chuej, Che-nan a Chu-pej působily komunistické oddíly, koncem roku 1929 tato sovětská oblast E-jü-wan zahrnovala území 10 okresů a tamní komunistické síly se sjednotily do 11. (od dubna 1930 1.) sboru o několika tisících vojácích. V dubnu 1931 vůdčí roli v oblasti převzali Čang Kuo-tchao (člen politbyra), Šen Ce-min (kandidát ÚV) a Čcheng Čchang-chao vyslaní do oblasti vedením Komunistické strany. Na jaře 1931 komunisté v oblasti disponovali 20 tisíci mužů vyzbrojených 8 tisíci puškami zorganizovaných ve 4. armádě.
V listopadu 1931 byla 4. armáda reorganizována ve 4. front čínské Rudé armády. Front se skládal ze 4. a 25. sboru, velel mu Sü Siang-čchien, kterého zastupoval Čchen Čchang-chao (vykonávající funkci politického komisaře frontu). Celkové vedení komunistické oblasti i frontu pevně držel ve svých rukách Čang Kuo-tchao. Po vítězstvích nad třetí obkličovací kampaní kuomintangských vojsk v první polovině roku 1932 front zesílil na 70 tisíc mužů se 40 tisíci puškami (dle kuomintangských odhadů).
V červnu 1932 na něj zaútočilo 400 tisíc kuomintangských vojáků v rámci čtvrté obkličovací kampaně. Po úporných obranných bojích se v srpnu 1932 většina sil 4. frontu (16 tisíc mužů s 12 tisíci puškami) probila z obklíčení západním směrem do severního Chu-peje, přitom na místě byl ponechán třítisícový 25. sbor.
Čtvrtý front po dlouhém pochodu ustoupil až na severovýchod provincie S’-čchuan. kam dorazil v listopadu 1932, s 9 tisíci muži a 8 tisíci puškami. Na jižních svazích hor Ta-po založil novou sovětskou oblast s centry v Tchung-ťiangu a Kchu-čchao-pa, z nich expandoval na jih a západ. Koncem roku 1932 byl 4. front reorganizován, když jeho 10., 11., 12. a 73. divize byly přejmenovány v 4., 30., 9. a 31. sbor. Začátkem roku 1933 k se k nim připojil 33. sbor složený vesměs z místních odvedenců. V druhé polovině roku 1933 a začátkem roku následujícího se komunisté v severovýchodním S’-čchuanu ubránili útokům armád místních militaristů, 4. front měl nyní 70 tisíc mužů a ovládal 17 okresů s cca 9 miliony obyvatel. V dubnu–srpnu 1934 odolali dalším útokům sečuánských militaristů, a k říjnu 1934 měl 4. front 50 tisíc mužů s 20 tisíci puškami, ale na ovládaném území se projevoval nedostatek potravin.
Od začátku roku 1935 komunisté ustupovali tlaku nepřátel a sovětská oblast se zmenšovala. Nakonec v dubnu 1935 4. front překročil řeku Ťia-ling a přesunul se do západního S’-čchuanu, kde se v červnu 1935 setkal se zbytky 1. frontu, ustupujícího z Jün-nanu. 1. front v té době neměl ani 10 tisíc mužů. Naopak 4. front měl v červnu 1935 45 tisíc mužů s 20 tisíci pušek.
V červenci byl 4. front přejmenován na Pravou pochodovou armádu (a 1. front na Levou), začátkem srpna na konferenci v Ša-wo proběhla další reorganizace, když byla vojska rozdělena na Levou kolonu (9., 31. a 33. sbor 4. frontu, 5. a 32. sbor 1. frontu), kterou vedl generální komisař Rudé armády Čang Kuo-tchao, vrchní velitel Rudé armády Ču Te a náčelník štábu Rudé armády Liou Po-čcheng; a Pravou kolonu (4., 30. sbor 4. frontu, 1. a 3. sbor 1. frontu), kterou vedlo frontové velitelství: komisař Čcheng Chang-čchao, velitel Sü Siang-čchien a náčelník štábu Jie Ťien-jing; u Pravé kolony byli přítomno stranické vedení. V září 1935 se od spojených komunistických vojsk odtrhl 1. a 3. sbor vedený Mao Ce-tungem a většinou politbyra a odpochodoval na sever, do Pa-si a na jih provincie Kan-su (a pak do sovětské oblasti v Šen-si), zatímco vojska 4. frontu (a 5. a 32. sbor) zaútočila jihovýchodním směrem na planiny západně od Čcheng-tu ve snaze o získání potravin a oděvů. V listopadu 1935 – červenci 1936 se 4. front obrátil na západ a přezimoval v Kardze v provincii Si-kchang. V červnu k němu dorazil 2. front, po měsíčním odpočinku oba fronty vyrazily na sever s tím, že 4. front (s 5. sborem) potáhne do Kan-su a pak na Sin-ťiang, zatímco 2. front (plus 32. sbor) pod vedením Liou Po-čchenga do Kan-su a Ning-sia.
Koncem září 1936 se jednotky 4. sboru setkaly s oddíly 1. frontu v Ning-sia. Velká část sil 4. frontu (5., 9. a 30. sbor) se v Kan-su přeplavila na západní břeh Žluté řeky a vyrazila kansuským koridorem na západ, ve snaze o dosažení Sin-ťiangu a navázání spojení se Sovětským svazem; do března 1937 byly tyto sbory úplně zničeny místními militaristy. Zbytek 4. frontu (4. a 31. sbor) se připojil v místním oddílům a jednotkám 2. a 1. frontu v sovětské oblasti Šen-si-Kan-su-Ning-sia. V říjnu 1937 byly tyto komunistické svazky a oddíly reorganizovány v 8. pochodovou armádu.